# Valvetronic

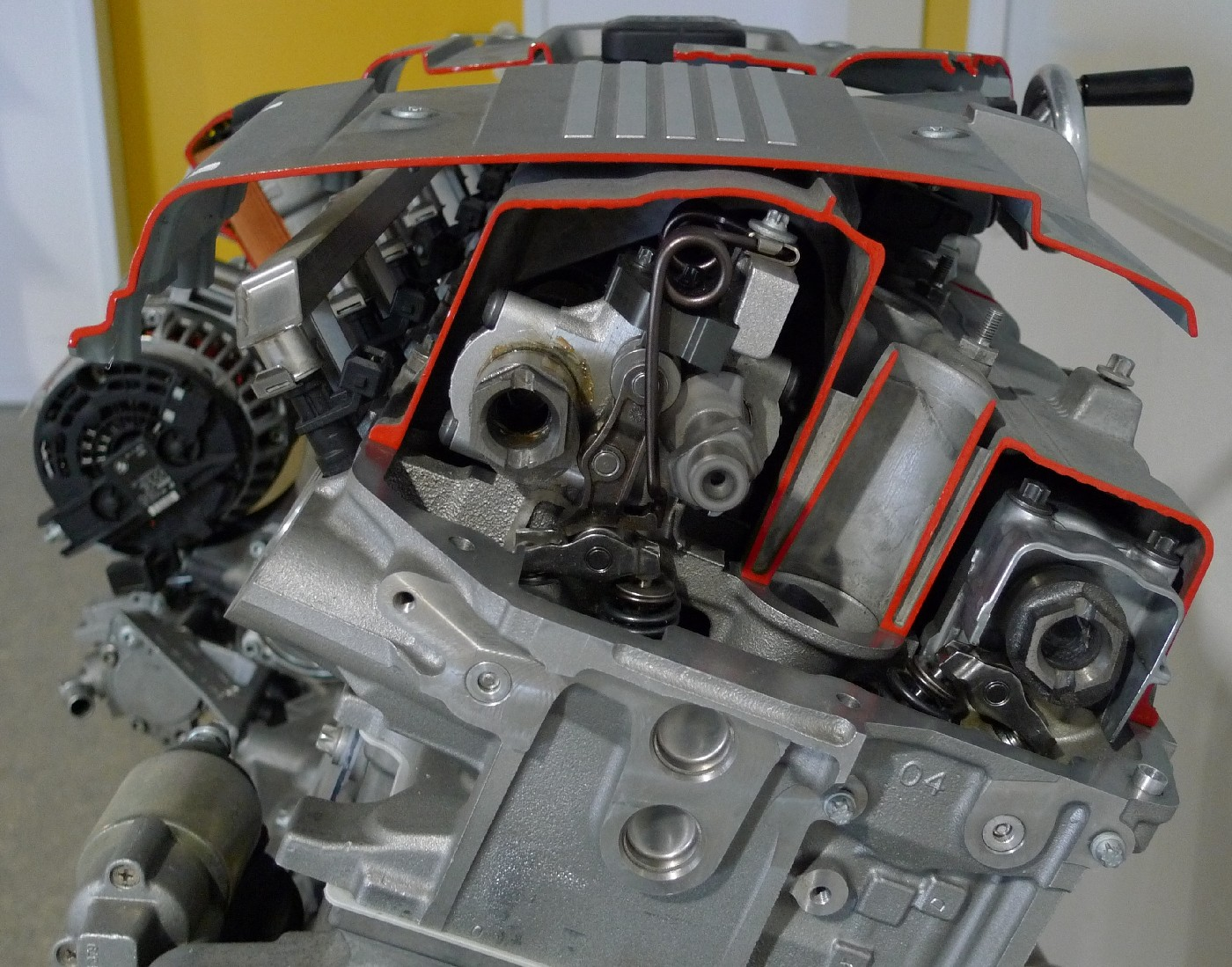
Model przekrojowy silnika BMW N52

Valvetronic – system sterowania zmiennym skokiem zaworu ssącego w rozrządzie silników benzynowych stosowany w  samochodach BMW.
W systemie Valvetronic wielkość zasysanego ładunku nie jest regulowana przepustnicą, lecz poprzez zmienny skok zaworu ssącego. Zakres regulacji skoku zaworu wynosi od 0,25 mm do 9,8 mm. W ten sposób zawory ssące przejmują funkcję przepustnicy, która wprawdzie nadal jest montowana, lecz używana jest tylko w przypadku awarii układu Valvetronic.
Ustawianie skoku zaworu ssącego jest uzupełnieniem układu płynnej regulacji faz rozrządu, zwanego przez BMW jako system VANOS (niem. Variable Nocken-Steuerung). System ten znany jest z różnych jednostek napędowych marki BMW i umożliwia osiąganie wysokiego momentu obrotowego przy niskich prędkościach obrotowych silnika, równy bieg jałowy a jednocześnie wysoką moc na wysokich obrotach.

## Efekty stosowania systemu
- Zmniejszenie zaburzeń przepływu ładunku dozowanego bezpośrednio na cylindrze.
- Większa prędkość przepływu ładunku sprzyja lepszemu napełnieniu cylindra.
- W ten sposób zużycie paliwa, według danych BMW, ulega zmniejszeniu w zakresie około 10%.